# أفخم (مغنية)
أفخم مهاجر عرفت بـأفخم (1931-) مغنية منعزلة إيرانية شهرت في ستينيات وسبعينيات. بدأت حياتها الفنية منذ كانت في 15 من عمرها مع التلفزيون الوطني الإيراني. في 26 أكتوبر 1965 وصفت رسميا من وزارة الثقافة كفنانة الأصيلة.